# Jalili Fadili
Jalili Fadili (ur. 1940) – były marokański piłkarz grający na pozycji obrońcy.

## Kariera klubowa
Jalili Fadili podczas kariery piłkarskiej występował w klubie FAR Rabat.

## Kariera reprezentacyjna
W reprezentacji Maroka Jalili Fadili grał w na przełomie lat sześćdziesiątych i siedemdziesiątych.
W 1968 i 1969 roku uczestniczył w zakończonych sukcesem eliminacjach Mistrzostw Świata 1970.
W 1970 roku uczestniczył w Mistrzostwach Świata 1970.
Na Mundialu w Meksyku Fadili był podstawowym zawodnikiem i wystąpił w dwóch meczach Maroka z Peru i Bułgarią.